# Citronlav
Citronlav (Candelaria pacifica) är en lavart som beskrevs av M. Westb. Citronlav ingår i släktet Candelaria och familjen Candelariaceae.  Arten är reproducerande i Sverige. Inga underarter finns listade i Catalogue of Life.